# David Byrne (politiker)
David Byrne (født 6. april 1947 i County Kildare, Irland) er en irsk jurist og politiker fra partiet Fianna Fáil, der var Europa-Kommissær for sundhed og forbrugerbeskyttelse fra 1999 til 2004 i Prodi-kommissionen. Han var dommer ved Det Internationale Handelskammers voldgiftsret i Paris 1990-1997 og Irlands statsadvokat (Attorney General of Ireland) 1997-1999.
I sin embedsperiode som EU-kommissær var Byrne en vigtig drivkraft bag europæisk lovgivning om tobakskontrol, såsom direktiver, der forbyder tobaksreklamer og regulerer tobaksprodukter, i overensstemmelse med WHO's rammekonvention om tobakskontrol. Under hans ledelse oprettede EU også Det Europæiske Center for Forebyggelse af og Kontrol med Sygdomme i 2004.
Efter han stoppede som EU-kommissær i 2004 var Byrne WHO's særlige repræsentant for revisionen af det internationale sundhedsregulativ i en periode på seks måneder efter en række udbrud af SARS og fugleinfluenza. Han blev i 2006 kansler for Dublin City University.
Byrne er uddannet på University College Dublin hvor han fik en bachelorgrad i økonomi, etik og politik. Han læste jura på King's Inns. I sin studietid i Dublin grundlagde han Free Legal Advice Centre, en studenterdrevet organisation, der ydede retshjælp til borgerne. Byrne blev advokat i 1970 og virkede derefter ved både irske og internationale domstole.